# Photoscotosia velutina
Photoscotosia velutina är en fjärilsart som beskrevs av W. Warren 1895. Photoscotosia velutina ingår i släktet Photoscotosia och familjen mätare. Inga underarter finns listade i Catalogue of Life.